# Else Bauer

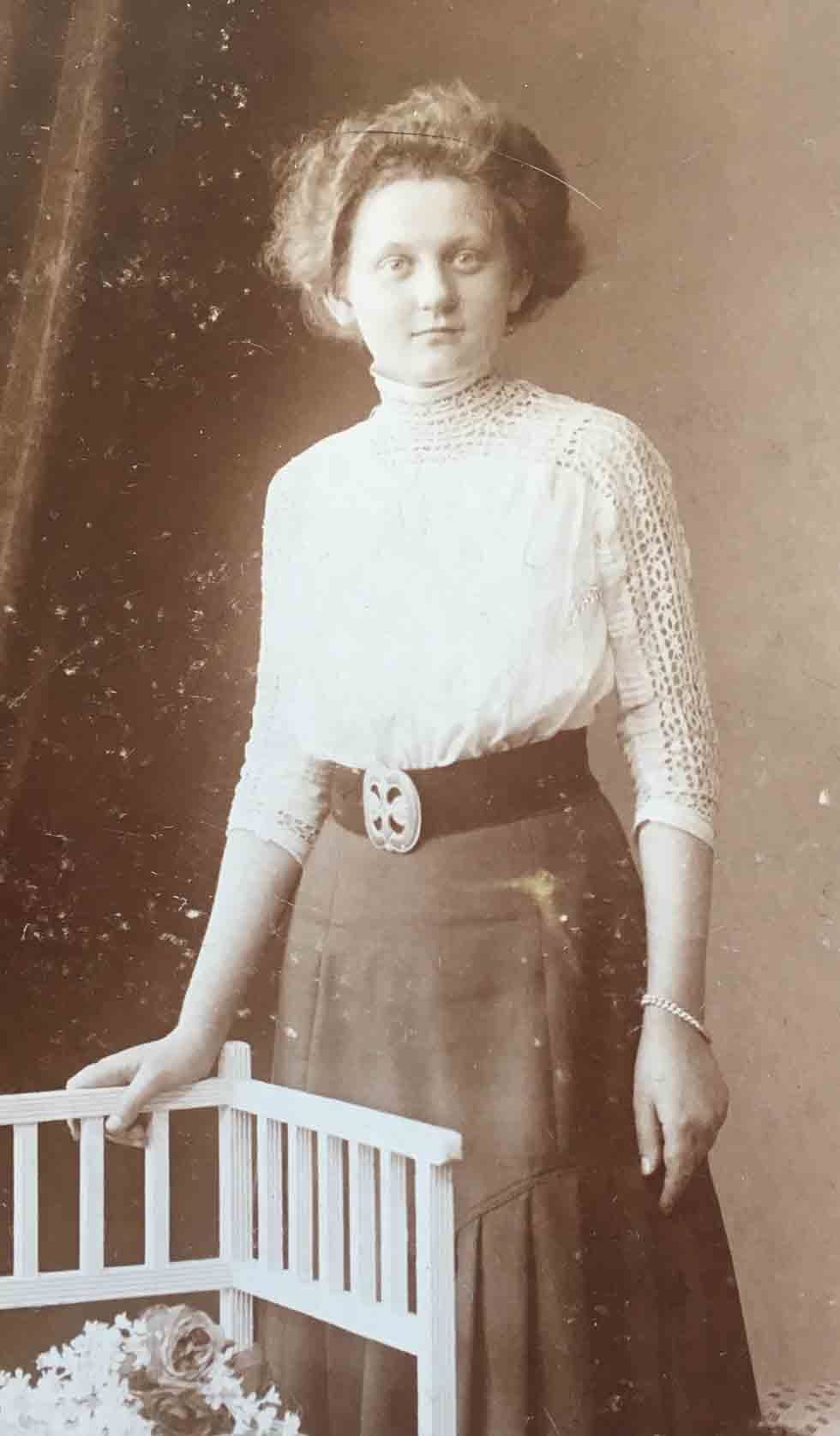
Else Bauer (undatiert)

Else Bauer, geb. Hausmann (* 21. Dezember 1893 in Potsdam; † 24. Juni 1967 in West-Berlin) war eine deutsche Politikerin (USPD/SPD/SED). Sie war Stadtverordnete in Potsdam und Vizepräsidentin des Landtages von Brandenburg.

## Leben
Else Hausmann besuchte die Volksschule, absolvierte eine kaufmännische Ausbildung und war zunächst als Buchhalterin tätig. 1917 trat sie der Unabhängigen Sozialdemokratischen Partei (USPD) bei. Am 11. Juni 1920 heiratete Else Hausmann den Kaufmann Emil Ludwig Bauer, der eine fünfjährige Tochter mit in die Ehe brachte. Er war ebenfalls Parteimitglied und gewerkschaftlich aktiv. Nach der Spaltung der USPD im selben Jahr wechselten beide zur Sozialdemokratischen Partei Deutschland (SPD). Else Bauer leitete von 1924 bis 1933 die Inseratenabteilung der SPD-Parteizeitung Potsdamer Volksblatt, ihr Mann fungierte als Geschäftsführer. 1928/29 war sie Stadtverordnete in Potsdam. Im März 1933 wurde das Potsdamer Volksblatt eingestellt. Über ihr Leben in der Zeit des Nationalsozialismus bis 1945 ist bislang nichts bekannt.
1945/46 war sie Mitglied des SPD-Bezirksvorstandes Brandenburg und dort verantwortlich für Frauenfragen. Auf dem gemeinsamen Parteitag von SPD und KPD auf Provinzialebene am 7. April 1946 in Potsdam wurde Else Bauer in den engeren Vorstand gewählt. Von April 1946 bis April 1949 gehörte sie dem Sekretariat des Provinzial- bzw. Landesvorstandes der Sozialistischen Einheitspartei Deutschlands (SED) Brandenburg an. 1946 vertrat sie die SED auch in der Potsdamer Stadtverordnetenversammlung. Ihr Ehemann leitete ab 1946 das Potsdamer Arbeitsamt.
Von 1946 bis August 1947 war Else Bauer zusammen mit Gerda Sucker (ehem. KPD) verantwortlich für die Abteilung Arbeit und Soziales und von September 1947 bis April 1949 zusammen mit Margarete Langner (ehem. KPD) verantwortlich für die Abteilung Frauen. Nach der Etablierung des Kleinen Sekretariats des SED-Landesvorstandes im Mai 1949 war sie nicht mehr Mitglied des Sekretariats, jedoch weiterhin Leiterin der Abteilung Frauen (mindestens bis Dezember 1949). Else Bauer wurde 1946 in den Brandenburger Landtag gewählt. Sie war dort eine von 18 Parlamentarierinnen unter 100 Abgeordneten und hatte bis 1950 das Amt der Vizepräsidentin inne. Zum Tag der Republik am 7. Oktober 1961 erhielt sie den Vaterländischen Verdienstorden in Bronze.
Im Frühjahr 1967 übersiedelten Else und Ludwig Bauer zur Familie der Tochter nach West-Berlin. Dort verstarb Else Bauer kurze Zeit später, ihr Mann 1986.

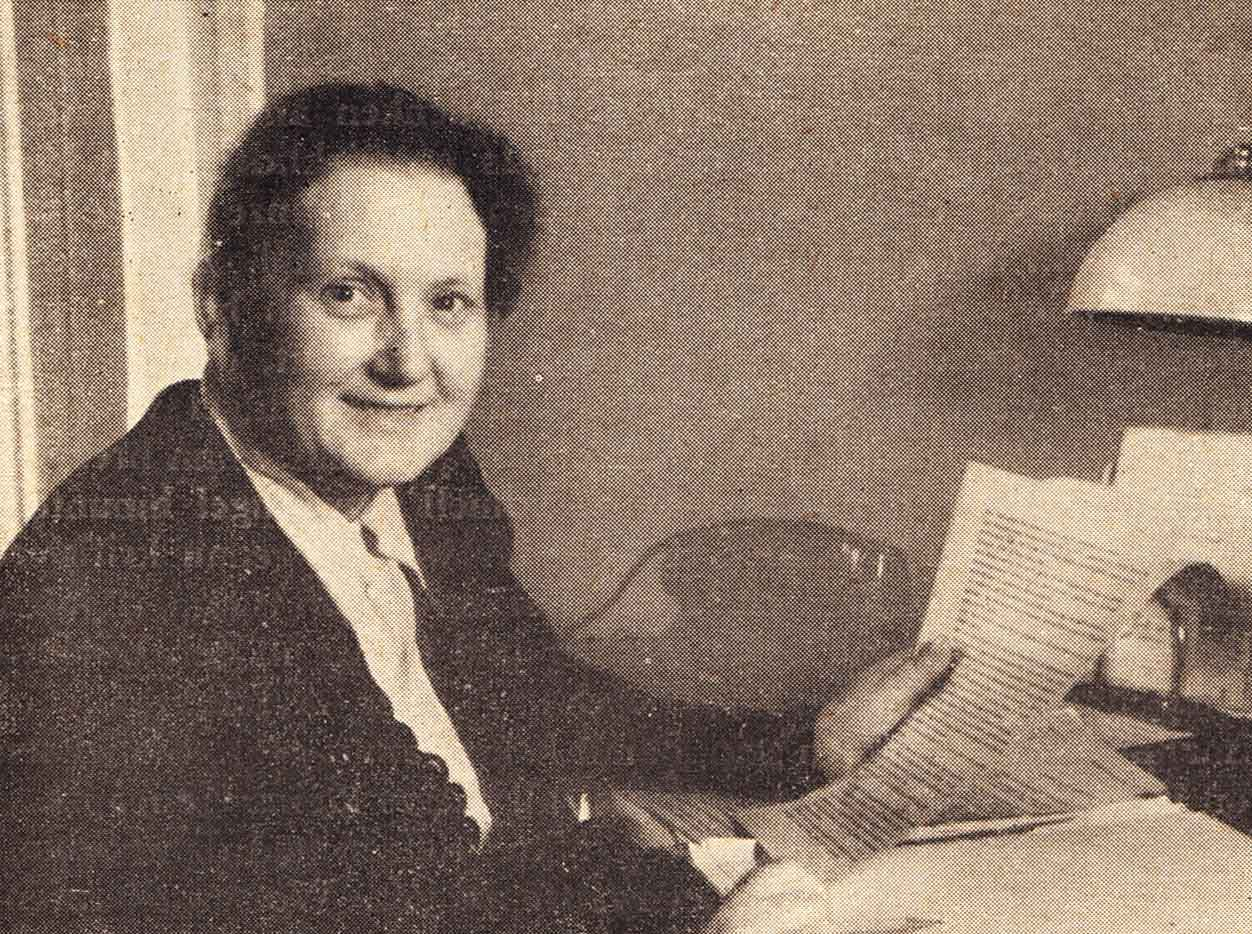
Else Bauer als Stadtverordneten-Kandidatin der SED in einer Wahlkampfbroschüre 1946